# سباق طواف فرنسا 1935
سباق طواف فرنسا 1935 من سلسلة سباقات سباق طواف فرنسا. أقيم هذا السباق في تاريخ 4-28 يوليو 1935 على 21 (27 including split stages) مراحل. بعد مرور 141 ساعة و32 دقيقة و00 ثانية وبعد طي 4338 كم بمتوسط 30.65 كم في الساعة فاز بالميدالية الذهبية رومان ما من بلجيكا، فيما حصد امبروجيو موريللي من إيطاليا الميدالية الفضية، وكانت الميدالية البرونزية من نصيب فيليسيان فيرفايك من بلجيكا.

## الميداليات
| ذهب               | فضة                        | برونز                     |
| رومان ما - بلجيكا | امبروجيو موريللي - إيطاليا | فيليسيان فيرفايك - بلجيكا |